# Astrangia solitaria
Astrangia solitaria är en korallart som först beskrevs av Charles Alexandre Lesueur 1817.  Astrangia solitaria ingår i släktet Astrangia och familjen Rhizangiidae. Inga underarter finns listade i Catalogue of Life.